# Lista de canções gravadas por Amália Rodrigues
Amália Rodrigues, considerada o exemplo máximo do fado e comummente aclamada como a voz de Portugal, foi uma das mais brilhantes cantoras do século XX. Deixou-nos um enorme espólio de álbuns, fados e canções.
Esta é a lista, ordenada por ordem alfabética, dos temas gravados por Amália (476 temas).

## A
- A Caminho do Calvário (Frei Hermano da Câmara) - 1978
- A Chave da Minha Porta - 1958, 1962, 1967
- À Janela do Meu Peito - 1972, 1977
- A Júlia Florista - 1967
- A Manhã é uma Andorinha - 1987
- A Minha Canção é Saudade (Vaz Fernandes/Frederico Valério) - 1956, 1958, 1962, 1986, 1995
- A Mulher Que Já Foi Tua - 1989
- A Minha Terra é Viana (Pedro Homem de Mello/Alain Oulman) - 1977
- A Rita Yé Yé - 1970, 1973, 1977
- A Tendinha (José Galhardo/Raul Ferrão) - 1945, 1957, 1962, 1967
- Abana (popular) - 1972
- Abandono (Fado Peniche) (David Mourão-Ferreira/Alain Oulman) - 1962, 1970, 1974
- Abril (Manuel Alegre/Alain Oulman) - 1973, 1977
- Acho Inúteis as Palavras - 1963, 1977
- Acitunera - 1989
- Água e Mel - 1989
- Ai Ai Ai, Meu Irmão (Nassara/A. de Almeida) - 1952, 1953/56
- Ai as Gentes, Ai a Vida (Amália/Carlos Gonçalves) - 1983
- Ai Chico, Chico - 1958, 1969, 1977
- Ai, Dona Peia Foste-vos Queixar - 1971
- Ai, Esta Pena de Mim (Amália/José António Sabrosa) - 1968
- Ai Lisboa - 1995
- Ai Maria (Amália/Carlos Gonçalves) - 1983, 1987
- Ai, Minha Doce Loucura (Amália/Carlos Gonçalves) - 1983
- Ai Mouraria (Amadeu do Vale/Frederico Valério) - 1945, 1951/52, 1956, 1958, 1962, 1965, 1972, 1976, 1982, 1987
- Ai, Quisesse Deus - 1971
- Alamares (Linhares Barbosa/Jaime Santos) - 1956, 1957, 1972
- Alcântara Vem Cantar - 1969
- Alecrim (popular) - 1974
- Alegre eu Ando - 1971
- Alfama (José Carlos Ary dos Santos/Alain Oulman) - 1958, 1977
- Algemas - 1963, 1976
- All the Things You Are (Jerome Kern/Oscar Hamerstein III) - 1965
- Alma minha (Camões/Carlos Gonçalves) - 1990
- Amália (José Galhardo/Frederico Valério) - 1951/52, 1957, 1958, 1961, 1963, 1967, 1982, 1987
- Amantes Separados (Sidónio Muralha/António Mestre) - 1957
- Amêndoa Amarga (José Carlos Ary dos Santos/Alain Oulman) - 1977, 1990
- Amigo Brasileiro (Carlos Paião) - 1982
- Amor Dammi - 1973, 1974
- Amor de Mel, Amor de Fel (Amália/Carlos Gonçalves) - 1983
- Amor sem Casa (D. R./Alain Oulman) - 1967
- Amor, sou Tua - 1958
- Amores eu Tenho - 1971
- Anda o Sol na Minha Rua - 1958, 1969, 1973, 1977
- Andorinha - 1958, 1969, 1976
- Anjo Inútil (Luís de Macedo) - 1958, 1962, 1965, 1986
- Antigamente (Joaquim Proença/Frederico de Brito) - 1955, 1968
- Ao Poeta Perguntei (Alberto Janes) - 1971
- Aquela Rua - 1957, 1967
- Aqui Vai Alfama - 1964, 1969
- Aranjuez, mon Amour (Joaquín Rodrigo) - 1967
- Aria Rispora - 2000
- Arraial de Santo António - 1987
- As Águias - 1966, 1994
- As Facas (Manuel Alegre/Alain Oulman) - 1977
- As Mãos que Trago (Cecília Meireles/Alain Oulman) - 1966, 1970
- As Meninas da Terceira (Rui Pilar/Arlindo de Carvalho) - 1971
- As Minhas Variações em Ré - 1967
- As Moças da Soalheira (Luís Simão/Arlindo de Carvalho) - 1971
- As Penas (Guerra Junqueiro/Música do "Fado Bacallhau") - 1945
- As Rosas do Meu Jardim - 1958, 1967
- As Rosas do Meu Caminho - 1967
- Asa de Vento (Amália/Carlos Gonçalves) - 1983
- Asas Fechadas - 1962, 1970
- Assim Nasceu este Fado - 1963
- Au Bord du Tage - 1967, 1974
- Ave-Maria Fadista - 1951/52, 1958, 1962, 1967
- Aves Agoirentas (David Mourão-Ferreira/Alain Oulman) - 1962, 1970
- Ay! Mourir pour Toi (Charles Aznavour) - 1972, 1994
- Ay che Negra (Barco Negro) (David Mourão-Ferreira/Caco Velho/Piratini) - 1958, 1960, 1969, 1974, 1998

## B
- Bailarico Saloio - 1972
- Bailaricos - 1958, 1969, 1999
- Bailen Bailen (Dansez dansez) - 1958, 1972
- Bailinho da Madeira (popular) - 1965, 1975
- Balada do Sino - 1970, 1994
- Barco Negro (David Mourão-Ferreira/Caco Velho/Piratini) - 1954, 1957, 1960, 1962, 1971, 1973, 1987, 1990
- Barro Divino (Álvaro Duarte Simões) - 1966, 1969
- Blue Moon (Richard Rodgers/Lorenz Hard) - 1965
- Boa Nova - 1958, 1972, 1982

## C
- Cá Vai Lisboa - 1963, 1969, 1974
- Cabeça de Vento (A. Machado/L. Barbosa) - 1958, 1962, 1967, 1986
- Cabeça no Ombro - 1960
- Cais de Outrora (Luís de Macedo/Alain Oulman) - 1962, 1970, 1974
- Caldeirada / Poluição (Alberto Janes) - 1977
- Calunga - 1960
- Cama de Pedra - 1960
- Caminhos de Deus - 1963
- Campinos do Ribatejo - 1958, 1967
- Cana Verde do Mar (popular) - 1972, 1990
- Canção da Beira Baixa - 1987
- Canção do Mar (Solidão) (Ferrer Trindade/Frederico de Brito) - 1955, 1957, 1958, 1962, 1971, 1972, 1974, 1976
- Cansaço (Fado Tango) (Luís de Macedo/Joaquim Campos) - 1958, 1965, 1969, 1972
- Cantei o Fado (Amadeu do Vale/Fernando de Carvalho) - 1958
- Cantiga da Boa Gente (Tarde, Tardezinha) - 1964
- Cantiga de Amigo (Mendinho/Alain Oulman) - 1965
- Canto delle Lavandaie del Vomero - 1973
- Canzone per Te (Sergio Endrigo/Bordotti) - 1968, 1971, 1976, 1990
- Caracóis (popular) - 1968
- Carmencita (José António da Silva/Frederico de Brito) - 1945, 1967
- Carta a um Irmão Brasileiro - 1972
- Casa in Via del Campo - 1974
- C'est bien Vrai (É ou não É) - 1974
- Céu da Minha Rua - 1958, 1969, 1997
- Cheira a Lisboa - 1972
- Chic, Chic (Ai Chico, Chico) - 1974
- Chora Mariquinhas, Chora (Amália/Música popular - Arr. Amália) - 1987, 1990
- Ciuri Ciuri - 1973
- Coimbra (José Galhardo/Raul Ferrão) - 1952, 1953/56!, 1954, 1955, 1957, 1958, 1960, 1962, 1971, 1972, 1973, 1976, 1990
- Coimbra (versão italiana) (José Galhardo/Raul Ferrão) - 1969
- Com que Voz (Camões/Alain Oulman) - 1970, 1990
- Confesso (Frederico Valério) - 1951/52, 1956, 1958, 1962, 1967, 1982
- Conta Errada - 1958, 1962, 1999
- Contigo Fica o Engano - 1980
- Coroa de Rei - 1989
- Corria Atrás das Cantigas (Mouraria) (Amália/Música do "Fado Mouraria") - 1945, 1950/59
- Covilhã, Cidade Neve (Nóbrega e Sousa/Joaquim P. Gonçalves) - 1970
- Cravos de Papel (António de Sousa/Alain Oulman) - 1969
- Cuidado Coração - 1960, 1962
- Cuidei que Tinha Morrido (Pedro Homem de Mello/Alain Oulman) - 1970

## D
- Dá-me o Braço Anda Daí (Linhares Barbosa/José Blanc) - 1950/59 (2), 1958
- Dá-me um Beijo - 1951/52, 1957
- Dedicatto All'Itália - 1973
- Disse Mal de Ti (Linhares Barbosa/Acácio Gomes) - 1958, 1962, 1967, 1986
- Disse-te Adeus e Morri (Vasco de Lima Couto/José António Sabrosa) - 1968
- Doce Cascabeles - 1954, 1958, 1962
- Dolores - 1979
- Don Solidon (popular) - 1967, 1973, 1987
- Don Triqui Traque - 1958, 1960, 1972
- Duas Luzes (João da Mata/José Marques do Amaral) - 1945
- Dura Memória (Camões/Alain Oulman) - 1963, 1965

## E
- É da Torre mais Alta (José Carlos Ary dos Santos/Alain Oulman) - 1975
- É de Lisboa - 1968, 1974
- É Noite na Mouraria - 1971
- É ou não é (Alberto Janes) - 1969, 1971, 1981
- É Pecado - 1958
- E Pede-me Agora o que não Devia - 1971
- El Negro Zumbón (F. Giordano/V. Roman) - 1953/56, 1958
- Em Aranjuez com Teu Amor - 1974, 1977
- Entrega (Pedro Homem de Mello/Carlos Gonçalves) - 1990
- Ermida de S. Simeão - 1971
- Erros Meus (Camões/Alain Oulman) - 1965, 1976
- Erva Cidreira do Monte (popular) - 1967, 1973
- És Tudo para Mim - 1958, 1969
- Espelho Quebrado - 1963, 1994
- Esquina do Pecado (João Nobre) - 1958, 1967
- Estranha Forma de Vida (Amália/Alfredo Duarte "Marceneiro") - 1962, 1963, 1970, 1972, 1990
- Eu Disse Adeus à Casinha - 1995
- Eu Disse-te Adeus (José Galhardo/Frederico Valério) - 1958
- Eu Queria Cantar-te um Fado - 1950/59, 1963

## F
- Fadinho da Ti Maria Benta (popular) - 1972, 1976
- Fadinho Serrano (Hernâni Correia/Arlindo Carvalho) - 1968, 1971, 1973, 1976, 1987
- Fadista Louco (Alberto Janes) - 1958, 1967
- Fado Alfacinha - 1958, 1967, 1995
- Fado Corrido (Linhares Barbosa/Santos Moreira) - 1957, 1964
- Fado da Adiça - 1951/52, 1958
- Fado da Bica - 1958, 1962, 1967
- Fado da Saudade - 1951/52, 1954, 1957
- Fado das Tamanquinhas (Linhares Barbosa/Carlos Neves) - 1951/52, 1958, 1962, 1967, 1969
- Fado de la Anoranza(?) - 1973
- Fado do Ciúme (Amadeu do Vale/Frederico Valério) - 1945, 1951/52, 1956, 1958, 1962, 1966, 1969, 1973, 1976, 1982
- Fado do Estoril - 1997
- Fado do Pereiro - 1967
- Fado dos Fados (Leonel Neves/António Mestre) - 1956, 1957, 1961
- Fado e Touros - 1962
- Fado em Mi Menor (?)
- Fado Eugénia Câmara (Pereira Coelho/Raul Ferrão) - 1952, 1953/56, 1959, 1972
- Fado Final (Feijó Teixeira/Sapateirinho da Bica) - 1958, 1969
- Fado Gingão - 1960
- Fado Hilário (Augusto Hilário) - 1952, 1953/56, 1959, 1972
- Fado Lisboeta (Amadeu do Vale/Carlos Dias) - 1957, 1958, 1962, 1967
- Fado Madragoa - 1960
- Fado Magioli - (?)
- Fado Malhoa (José Galhardo/Frederico Valério) - 1951, 1956, 1958, 1962, 1982, 1987
- Fado Marujo - 1951/52, 1957, 1958, 1962
- Fado Mayer - 1950/59
- Fado Menor (Linhares Barbosa/Santos Moreira) - 1953/56
- Fado Meu - (?)
- Fado, não sei quem és - (?)
- Fado Nocturno (Feijó Teixeira/Música do "Fado José Negro") - 1966
- Fado Peniche (Abandono) (David Mourão-Ferreira/Alain Oulman) - 1962, 1970, 1974
- Fado Português (José Régio/Alain Oulman) - 1965, 1976
- Fado Xu Xu (Fado Carioca) (Amadeu do Vale/Frederico Valério) - 1958, 1972
- Faia (Linhares Barbosa/M. Assunção) - 1958, 1969, 1972
- Fallaste Corazón - 1955, 1957, 1958, 1987, 1990
- Falsa Baiana - 1989
- Fandangueiro - 1966, 1976
- Faz Hoje um Ano (José Galhardo/Raul Ferrão) - 1952, 1953/56
- Flor de Lua (Amália/ Carlos Gonçalves) - 1983
- Flor do Verde Pinho (Afonso Lopes Vieira/Carlos Gonçalves) - 1990
- Florero (D. R.) - 1976
- Foi Deus (Alberto Janes) - 1952, 1953/56, 1957, 1973, 1976, 1987
- Foi Ontem - 1958, 1960, 1969
- Formiga Bossa Nossa (Alexandre O'Neil/Alain Oulman) - 1969
- Fria Claridade - 1951/52, 1958, 1967
- Fui ao Baile (Amadeu do Vale/Fernando de Carvalho) - 1958
- Fui ao Mar Buscar Sardinhas - 1980, 1990

## G
- Gaivota (Alexandre O'Neil/Alain Oulman) - 1964, 1969, 1987
- Gondarém (Pedro Homem de Mello/Alain Oulman) - 1977
- Gorioncillo - 1960
- Gostava de Ser Quem Era - 1980
- Gosto da Minha Casinha - (?)
- Grande Marcha de Lisboa - 1965, 1974
- Grândola Vila Morena (José Afonso) - 1974
- Grão de Arroz (José Belo Marques) - 1952, 1953/56, 1955, 1957, 1975
- Gritenme Piedras del Campo - 1958
- Grito (Amália/Carlos Gonçalves) - 1983, 1987, 1990
- Guitarra Triste - 1960

## H
- Há Festa na Mouraria (António Amargo/Alfredo Duarte "Marceneiro") - 1952, 1953/56, 1959, 1967, 1972, 1987
- Half as Much - 1989
- Havemos de ir a Viana (Pedro Homem de Mello/Alain Oulman) - 1969, 1990
- Hortelã Mourisca (José Vicente/Arlindo de Carvalho) - 1977

## I
- I Can't Begin to Tell You (Mack Gordon/James Monaco) - 1965
- I Can't Help Loving That Man (Jerome Kern/Oscar Hamerstein III) - 1965
- Il Cuore Rosso di Maria - 1970, 1974
- Il Mare e Mio Amico - 1972, 1974
- Inch’Allah - 1967, 1971, 1974
- Interior Triste - 1955, 1957

## J
- Jób (Luís de Macedo) - 1958, 1962, 1965,
- Júlia Florista - 1974

## L
- La Bell Gigogin - 1973
- La Casa in Via del Campo - 1970
- La Femme du Berger (Roger Lucchesi/Jacques Plante) - 1958, 1972, 1974
- La Filanda - 1981
- La La La (R. Arcusa/M. de la Calva) - 1968
- La Maison sur le Port - 1968, 1974
- La Mer est mon Amie - (?)
- Lá na Minha Aldeia (Alberto Janes) - 1970
- Lá Porque Tens Cinco Pedras (Linhares Barbosa/Música do "Fado Corrido") - 1951/52, 1958, 1967
- La Salsamora (Rafael Leon/Antonio Quintero/Lopez Quiroga) - 1952
- La Salvadora (Rafael Leon/Antonio Quintero/Lopez Quiroga) - 1952, 1953/56
- La Tramontana - (?)
- Lá Vai Lisboa (Norberto de Araújo/Raul Ferrão) - 1957, 1971, 1987
- Lá vai Serpa, Lá vai Moura (popular) - 1967
- Lá Vão as Flores - 1971
- Lago - 1958, 1972
- Lágrima (Amália/Carlos Gonçalves) - 1983, 1987
- Lar Português - 1958
- L'Automne de Notre Amour - 1967, 1974
- Lavava no Rio Lavava - 1980, 1987
- Le Fado de Paris (O Fado veio a Paris) (Luiz de Macedo/Fernando de Carvalho) - 1958!, 1972, 1974
- Le Premier Jour du Monde - 1966
- Lerele (G. Monreal Lacosta/F. Muñoz Acosta) - 1952, 1953, 1955, 1958, 1960
- Lianor (Camões/Alain Oulman) - 1965, 1967
- Libertação (David Mourão-Ferreira/Santos Moreira) - 1956, 1957, 1972, 1974
- L'important C'est la Rose (L. Amade/Gilbert Bécaud) - 1967, 1971, 1974, 1976
- Lírio Roxo (popular) - 1971
- Lisboa à Noite - 1960, 1962, 1969
- Lisboa Antiga (José Galhardo/Amadeu do Vale/Raul Portela) - 1952, 1957, 1958, 1960, 1961, 1963, 1971, 1972, 1973, 1976, 1990
- Lisboa ao Entardecer - 1969
- Lisboa Bonita (Grande Marcha de Lisboa 1964) - 1964, 1974
- Lisboa dos Manjericos - 1969
- Lisboa dos Milagres - 1968, 1974
- Lisboa em Festa - 1964, 1974
- Lisboa não Sejas Francesa - 1954, 1955, 1958
- Lisboa Noiva do Fado - 1968, 1974
- Long Ago & Far Away (Jerome Kern/George Gershwin) - 1965
- Longe Daqui (Hernâni Correia/Arlindo de Carvalho) - 1970
- Los Aceituneros - (?)
- Los Piconeros (Molledo/Perollo/Mostazo) - 1945
- Lua, Luar - 1960

## M
- Maçadeiras (popular) - 1971
- Madalena - 1978
- Madragoa - (?)
- Madrugada de Alfama (David Mourão-Ferreira/Alain Oulman) - 1962, 1963, 1970
- Mala Suerte - 1958
- Maldição (Armando Vieira Pinto/Joaquim Campos) - 1950/59, 1967, 1972
- Malhão (popular) - 1975, 1987
- Malhão das Pulgas (popular) - 1980
- Malhão de Águeda (popular) - 1971, 1973
- Malhão de Cinfães (popular) - 1967, 1972
- Malhão de S. Simão (popular) - 1972
- Malicinas - (?)
- Malmequer Pequenino (Ricardo Borges de Sousa) - 1952, 1953/56, 1959, 1972
- Mané Chiné (popular) - 1967
- Marcha da Graça de 1968 - 1968, 1974
- Marcha da Mouraria - 1958, 1965, 1969
- Marcha de Alfama - 1965, 1969, 1974
- Marcha de Benfica (n.º 1) - 1963
- Marcha de Lisboa - 1955, 1957
- Marcha de S. Vicente - 1963, 1994
- Marcha do Alto do Pina 1963 - 1963
- Marcha do Centenário - 1973
- Maremma - 1973
- Maria da Cruz (Amadeu do Vale/Frederico Valério) - 1945, 1966, 1982
- Maria Lisboa (David Mourão-Ferreira/Alain Oulman) - 1962, 1963, 1970, 1987
- Maria Rita Cara Bonita (popular) - 1972
- Martírios - 1971
- Medo (Reinaldo Faria/Alain Oulman) - 1966
- Meia-Noite e uma Guitarra (Álvaro Duarte Simões) - 1968, 1971
- Menina Lisboa - 1958, 1972
- Meu Amigo Está Longe (José Carlos Ary dos Santos/Alain Oulman) - 1977
- Meu Amor é Marinheiro (Manuel Alegre/Alain Oulman) - 1974, 1977
- Meu Limão de Amargura (Meu Amor, Meu Amor) (José Carlos Ary dos Santos/Alain Oulman) - 1970
- Meu Nome Sabe-me a Areia - 1967, 1973
- Mi Carro - 1979
- Mi Niña Bonita - 1960
- Mi Rita Bonita - 1958
- Mi Sardinita (Arr. Lopez Quiroga) - 1952
- Minha Boca não se Atreve (D. R./Fontes Rocha) - 1967
- Minha Canção é Saudade (Vaz Fernandes/Franklin Rodrigues) - 1951/52, 1953/56, 1957, 1967
- Minha Mãe - 1989
- Minha Mãe me Deu um Lenço (popular) - 1967
- Mio Amor, Mio Amor - 1972
- Morrinha (Amália/Carlos Gonçalves) - 1983
- Motivos populares - 1969

## N
- Na Esquina de Ver o Mar (Luís de Macedo/Alain Oulman) - 1964
- Na Vida duma Mulher (Ironia) - 1989
- Não Digas Mal Dele (Linhares Barbosa/Armando Freire "Armandinho") - 1952, 1953/56
- Não é Desgraça ser Pobre (Norberto Araújo/Santos Moreira) - 1952, 1956, 1957, 1971, 1972, 1973
- Não é Tarde - 1967
- Não Peças Demais à Vida (Álvaro Duarte Simões) - 1968
- Não Quero Amar - 1958, 1960
- Não sei Porque te Foste Embora (José Galhardo/Frederico Valério) - 1951/52, 1956, 1958, 1962, 1966, 1969, 1982
- Nasçam os Amores - 1981
- Nasci para ser Ignorante (Sebastião da Gama/Carlos Gonçalves) - 1990
- Natal dos Simples - 1970
- Naufrágio (Cecília Meireles/Alain Oulman) - 1970
- Nega Maluca - 1989
- Nem às Paredes Confesso (Artur Ribeiro/Max/Ferrer Trindade) - 1957, 1958, 1962, 1973, 1976
- Nem por Rei ou Infante Eu me Trocaria - 1971
- No me Tires Indiré – 1954, 1958
- Noite de Santo António (Norberto de Araújo/Raul Ferrão) - 1952, 1953/56
- Nome de Rua (David Mourão-Ferreira/Alain Oulman) - 1964
- Nós as Meninas - 1968, 1973
- Nós Atrás das Moças (popular) - 1967
- Nostalgia - 1971
- Novo Fado da Severa (Júlio Dantas/Frederico de Freitas) - 1952, 1953/56, 1956, 1957, 1987

## O
- Ó ai ó linda (Amália/Música popular - Arr. Amália) - 1990
- O Carapau e a Sardinha - 1980
- Ó Careca (Joaquim Bernardo Nascimento/Guilherme Pereira/Raul Câmara) - 1971(2), 1974
- O Cochicho (L. Ferreira/L. Rodrigues/F. Santos/Raul Ferrão) - 1971, 1976, 1979
- O Fado Chora-se Bem (Amália/Carlos Gonçalves) - 1983
- O Fado de Cada Um - 1987
- O Malaventurado (Bernardim Ribeiro/Alain Oulman) - 1977
- O Marujo Português - 1950/59
- O Meu é Teu (José Carlos Ary dos Santos/Alain Oulman) - 1977
- O Namorico da Rita (Artur Ribeiro/António Mestre) - 1958, 1967
- O Pézinho (popular) - 1972
- Ó Pinheiro Meu Irmão - 1980
- O Rapaz da Camisola Verde - 1972
- O Rapinante - 1971
- O Senhor Extraterrestre (Carlos Paião) - 1982
- O Timpanas - 1968
- O Trevo (popular) - 1967, 1971
- Obsessão (Francisco Bogalho/Carlos Gonçalves) - 1987, 1990
- Oiça lá ó Senhor Vinho (Alberto Janes) - 1971
- Ojos Verdes (Valverde/León/Quiroga) - 1945
- Olé mi Morena - 1960
- Olha a Ribeirinha (Amália/ Carlos Gonçalves) - 1983
- Olha o Grilo (Marcha de Marvila) - 1964
- Olhos Fechados (Pedro Homem de Mello/Armando Goes) - 1967
- Oliveirinha da Serra (popular) - 1971
- Os Amantes do Tejo - 1955
- Os Teus Olhos são Dois Círios (Linhares Barbosa/Música do "Fado Menor") - 1952

## P
- Padre Zé (Nóbrega e Sousa/Vilar da Costa) - 1970
- Para Tí - 1958
- Paresito Faraon (Montes/Benito X) - 1964, 1966
- Paris s'eveille la Nuit (Roger Lucchesi/Jacques Plante) - 1958, 1972, 1974
- Partindo-se - 1968, 1973
- Passarinho (popular) - 1971
- Passei por Você (Frederico de Brito/Alfredo Duarte "Marceneiro") - 1945
- Pedro Gaiteiro - 1967
- Perdigão (Camões/Alain Oulman) - 1977
- Perigosas Elas São - 1971
- Perlimpimpim - 1983
- Perseguição (Avelino de Sousa/Carlos da Maia) - 1945, 1957, 1973, 1976
- Petenera Portuguesa - 1960
- Plegaria - 1958, 1972
- Por um Amor - 1955, 1957
- Porompompero - 1979, 1987
- Portugal Cor-de-Rosa - 1969
- Pot-pourri - 1987
- Povo que Lavas no Rio (Pedro Homem de Mello/Joaquim Campos) - 1962, 1963, 1970, 1972, 1987
- Prece (Pedro Homem de Mello/Alain Oulman) - 1987, 1990
- Primavera (David Mourão-Ferreira/Música do "Fado Pedro Rodrigues") - 1956, 1958, 1965, 1967, 1973
- Procura (António de Sousa/Alain Oulman) - 1966

## Q
- Quando a Noite Vem - 1953/56
- Quando eu Era Pequenina (popular) - 1971
- Quand les Filles vont au Bal (Vai de Roda Agora) (popular) - 1989
- Quando os Outros te Batem, Beijo-te Eu (Pedro Homem de Mello/A. Machado) - 1951/52, 1958, 1962, 1967, 1986
- Quando se Gosta de Alguém - 1980
- Que Deus me Perdoe (Sousa Tavares/Frederico Valério) - 1951/52, 1957, 1958, 1967, 1969, 1982, 1987
- Que Fazes aí Lisboa (Mário Gonçalves(Arlindo de Carvalho) - 1990
- Quel Fazzolettino - 1973
- Quem o Fado Calunia - 1960

## R
- Raízes (Sidónio Muralha/Henrique Lourenço) - 1958, 1965
- Ramalhete - (?)
- Rapariga Tola Tola (popular) - 1967, 1973
- Rasga o Passado - 1963
- Ressurreição - 1978
- Romance (Afonso Lopes Vieira/Carlos Gonçalves) - 1990
- Rondel do Alentejo (Almada Negreiros/Fernando Guerra) - 1990
- Rosa Branca ao Peito (popular) - 1971
- Rosa Tirana (popular) - 1967, 1973
- Rosa Vermelha (José Carlos Ary dos Santos/Alain Oulman) - 1977
- Rosinha da Serra d'Arga (popular) - 1972, 1987
- Rua do Capelão (Frederico de Freitas/João Alves Coelho) - 1972
- Rua do Silêncio - 1963
- Rua Sombria - 1967

## S
- S. João Menino - 1983
- Sabe-se Lá (Silva Tavares/Frederico Valério) - 1951/52, 1957, 1958, 1961, 1967, 1969, 1982
- Sangue Toureiro - 1958
- Sant'Antonio Allu Desertu - 1973
- Sardinheiras (Linhares Barbosa/Fernando Freitas) - 1945
- Saudade di Itapuã - 1958, 1972
- Saudade Vai-te Embora - 1960, 1962, 1969
- Saudades do Brasil em Portugal - 1970
- Se Deixas de Ser quem És - 1980
- Sei Finalmente (Linhares Barbosa/Armando Freire "Armandinho") - 1945
- Seja Pedro ou Seja Paulo - 1974
- Sejamos como Toda a Gente - 1971
- Sem Razão - 1958
- Sempre e Sempre Amor (D. J. Ferreira/P. G. Redi) - 1953/56, 1958
- Senhora d'Aires (popular) - 1971
- Senhora do Amparo (popular) - 1971
- Senhora do Livramento (popular) - 1967
- Senhora que Bem Pareceis - 1971
- Sete Anos de Pastor (Camões/Carlos Gonçalves) - 1990
- Si Si Si - 1965, 1979
- Só à Noitinha (Saudades de Ti) (Amadeu do Vale/Raul Ferrão/ Frederico Valério) - 1945, 1951, 1966, 1982
- Só Lisboa - 1965, 1969
- Sombra (David Mourão-Ferreira/Alain Oulman) - 1965
- Sora Menica - 1973
- Sou Filha das Ervas (Amália/Carlos Gonçalves) - 1983
- Summertime (George Gershwin/D. Heyward) - 1965
- Sur un Air de Guitarre - 1967

## T
- Tani - 1954, 1958
- Tarantella - 1973
- Tentação - 1957, 1958, 1967
- Teus Olhos São Duas Fontes - 1980
- The Nearness of You (Ned Washington/Hoagy Carmichael) - 1965
- Timpanas (Júlio Dantas/Frederico de Freitas) - 1968, 1987
- Tiramole - 1973
- Tirana (popular) - 1967, 1972
- Tiro Liro Liro (popular) - 1973, 1976
- Tive um Coração, Perdi-o - 1980
- Todos me Querem (popular) - 1971
- Toiro! Eh! Toiro! - 1958
- Trago o Fado nos Sentidos - 1980
- Tramontana - 1971
- Trepa no Coqueiro – 1955, 1960
- Três Ruas (Amadeu do Vale/Fernando de Carvalho) - 1958
- Triste Sina - 1958, 1969
- Troca de Olhares (Linhares Barbosa/Martinho d'Assunção) - 1945
- Trova do Vento que Passa (Manuel Alegre/Alain Oulman) - 1970, 1974
- Trovisqueira (popular) - 1971
- Tu Recuerdo y Yo - 1958
- Tudo Isto é Fado (Aníbal Nazaré/Fernando de Carvalho) - 1952, 1953/56, 1957, 1958, 1961, 1962, 1967, 1973, 1976

## U
- Um Fado - 1968, 1974
- Um Fado Nasce - 1967
- Um só Amor - 1958
- Uma Casa Portuguesa (R. Ferreira/V. M. Sequeira/A. Fonseca) - 1952, 1954, 1955, 1957, 1958, 1960, 1962, 1988
- Uma Pastora Delgada - 1971

## V
- Vagabundo - 1970
- Vagamundo (Alfredo Duarte "Marceneiro"/Alain Oulman) - 1962
- Vai Aqui o Alto Pina - 1969
- Vai de Roda Agora (Alberto Janes) - 1969, 1971, 1981
- Valentim (popular) - 1972
- Vamos os Dois para a Farra - (?)
- Variações em Mi Menor - 1987
- Variações no Fado Lopes - 1967
- Vem ao Castelo - 1969
- Vem Comigo Irmã - 1971
- Verde Pino, Verde Mastro (Alexandre O'Neil/Alain Oulman) - 1973
- Verde, Verde (Pedro Homem de Mello/Alain Oulman) - 1965
- Vi o Menino Jesus - 1981
- Vida Enganada - 1963, 1973
- Vieste Depois - 1953/56, 1958
- Vim Esperar o Meu Amigo - 1971
- Vingança (L. Rodrigues) - 1952, 1953/56, 1975
- Vitti'na Crozza – 1973
- Viuvinha - 1969
- Vou Dar de Beber à Dor (Alberto Janes) - 1968, 1971, 1976

## W
- Who Will Buy (Lionel Bart) - 1965

## Z
- Zanguei-me com o Meu Amor - 1953/56, 1958
- Zarzamora - 1953/56
- Zé Soldado, Soldadinho - 1971